# Autocross

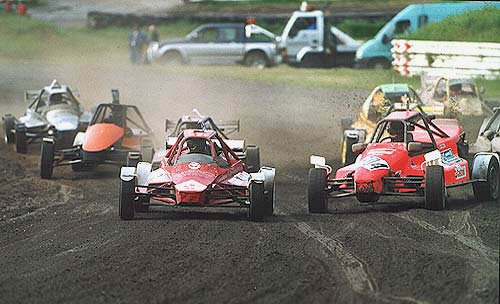
Autocross

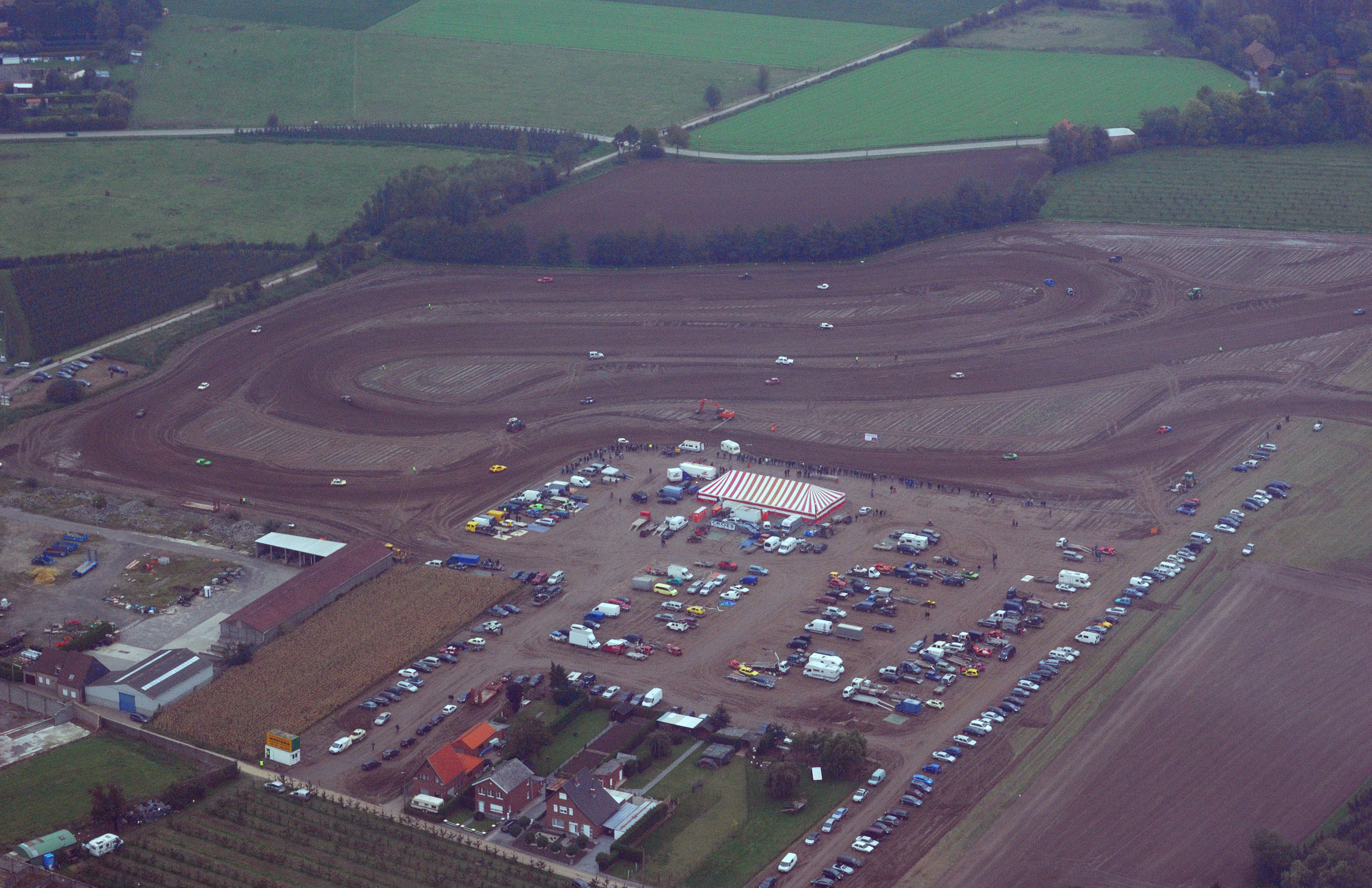
Een tijdelijk circuit in Zoutleeuw

Een autocross is een crosswedstrijd die, in tegenstelling tot een rally, op een weiland of een ongebruikt buitenterrein wordt verreden. De auto wordt bestuurd door één persoon, en in een manche rijden z’n 10 tot 15 auto’s mee. Doorgaans bestaat een evenement uit meerdere manches voor verschillende klassen, waaronder de Sprintklassen. In een manche kunnen dan punten worden verdiend voor een plek in de finale. In de finale worden de punten uitgereikt voor het betreffende kampioenschap.
Diverse kampioenschappen zijn:
- regionaal/club kampioenschap(KNAF/club)
- nationaal kampioenschap(KNAF\Sonak/club)
- internationaal kampioenschap(autocross masters gehouden in NL, BE, DE)
- Europees kampioenschap (FIA)

Autocross wordt in Nederland op verschillende niveaus beoefend. Er zijn diverse clubs die hun eigen kampioenschap organiseren of meewerken aan regiokampioenschappen. Verder organiseert de KNAF een officieel Nederlands Kampioenschap. Autocross is, gemeten naar het aantal deelnemers, de meest populaire vorm van autosport in Nederland. Binnen de KNAF heeft geen enkele andere tak van sport meer licentiehouders.
In het KNAF-reglement zijn er de volgende klassen:
- Juniorbuggy (sprintklasse van 13 tot 21 jaar)
- Junioklasse (productieauto's van 13 tot 18 jaar)
- Divisie V (voorwielaangedreven productieauto's)
- Divisie A (achterwielaangedreven productieauto's)
- Toerwagenklasse (productieauto's, alles mag)
- Keverklasse (op basis van de VW Kever)
- Sprint 1600 (2wd eigenbouw auto’s tot 1600 cc)
- Sprint 2000 (2wd eigenbouw auto’s tot 2000 cc)
- Superklasse (2- en 4wd eigenbouw auto's tot 4000 cc)
- Vrijestandaard klasse (eigenbouw-auto’s op basis van een productieauto)

Op sommige wedstrijden worden er aparte damesklassen uitgeschreven. Alhoewel er ook vrouwen meedoen in de andere klassen, waar ze het tegen de mannen opnemen.
Autocross kan een groot spektakel zijn omdat er zeer hoge snelheden gehaald kunnen worden en er regelmatig crashes plaatsvinden. Er wordt door de KNAF dan ook een streng veiligheidsreglement voorgelegd aan de deelnemers. Zo moet een rijder zelf aan allerlei eisen voldoen. Helm, overall, handschoenen, brandveilige onderkleding en schoenen zijn verplicht. Verder moet ook de auto voldoen aan een reglement. Hier worden o.a. de eisen van een rolkooi beschreven, klassereglement en de verdere veiligheidseisen.
De laatste jaren wordt autocross steeds populairder onder het publiek, dit komt o.a. doordat het NK wordt uitgezonden op televisie bij RTL 7.
Tijdens het NK probeert men één wedstrijd per seizoen een Mr. X te laten rijden. Dit is een bekende autosporter. Hier hebben al diverse mensen aan meegedaan zoals:
- Tim Coronel (Dakar-rijder)
- Cor Euser (supercar challenge)
- Mark van Eldik (Rally rijder)
- Allard Kalff (presentator)

## Auto's
Voor de autocross worden twee soorten voertuigen gebruikt: auto's die speciaal voor de cross zijn gebouwd, en dus niet zijn gebaseerd op een straatauto, en gewone auto's die al een leven op de openbare weg achter de rug hebben. Deze auto's zijn omgebouwd om te crossen. De aanpassingen zijn voornamelijk voor de veiligheid van de coureur, zoals het verwijderen van al het glas en het interieur. Voor de berijder wordt een speciale stoel gemonteerd, met een speciale autogordel. Ook moet er een rolkooi in alle auto's gemonteerd zijn. In de Sprintklassen, de Superklasse, de Keverklasse en de Stockcarklassen wordt gereden met een geheel of gedeeltelijk zelf gemaakt frame. Dit frame wordt aangedreven door de motor van een zelf gekozen motorfiets of auto. Dit zijn de snellere klassen waarbij extra veiligheidsmaatregelen getroffen moeten worden en meer technische aanpassingen zijn toegestaan.
De goedkoopste vorm van autocross is de Standaardklasse. Om deze klasse betaalbaar te houden mag er alleen met tweewielaandrijving gereden worden met een motor van maximaal 2000 cc. De motor mag niet opgevoerd worden en ook andere wijzigingen aan de auto, anders dan de veiligheidsmaatregelen, zijn niet toegestaan. In de Tourwagenklasse mogen dit soort aanpassingen wel. In deze klasse wordt gereden met "straatauto's" die zijn aangepast voor de autocross. Vierwielaandrijving, turbo's en andere snelle zaken zijn hier wel toegestaan. In de Keverklasse tot 1600 cc en in de Sprintklasse van 1600 tot 2000 cc mag alleen met tweewielaandrijving worden gereden, om de sport betaalbaar te houden. In de klasse boven 2000 cc is op technisch gebied alles toegestaan.
De klassieke VW Kever is al tientallen jaren een geliefde auto voor de cross. De stevige wielophanging en de oersterke en eenvoudige techniek maakte hem populair onder crossers. En nu, vele jaren nadat de auto uit productie ging, is er nog altijd een speciale Kever Klasse. Aan de crosskevers is niet veel klassieks meer te bekennen. De carrosserie is meestal verlaagd. En veel coureurs rijden ook al niet meer met VW-techniek aan boord. Er worden zelfs motorblokken van motorfietsen gebruikt zoals van de Suzuki Hayabusa, de snelste motorfiets ter wereld.

## Circuit

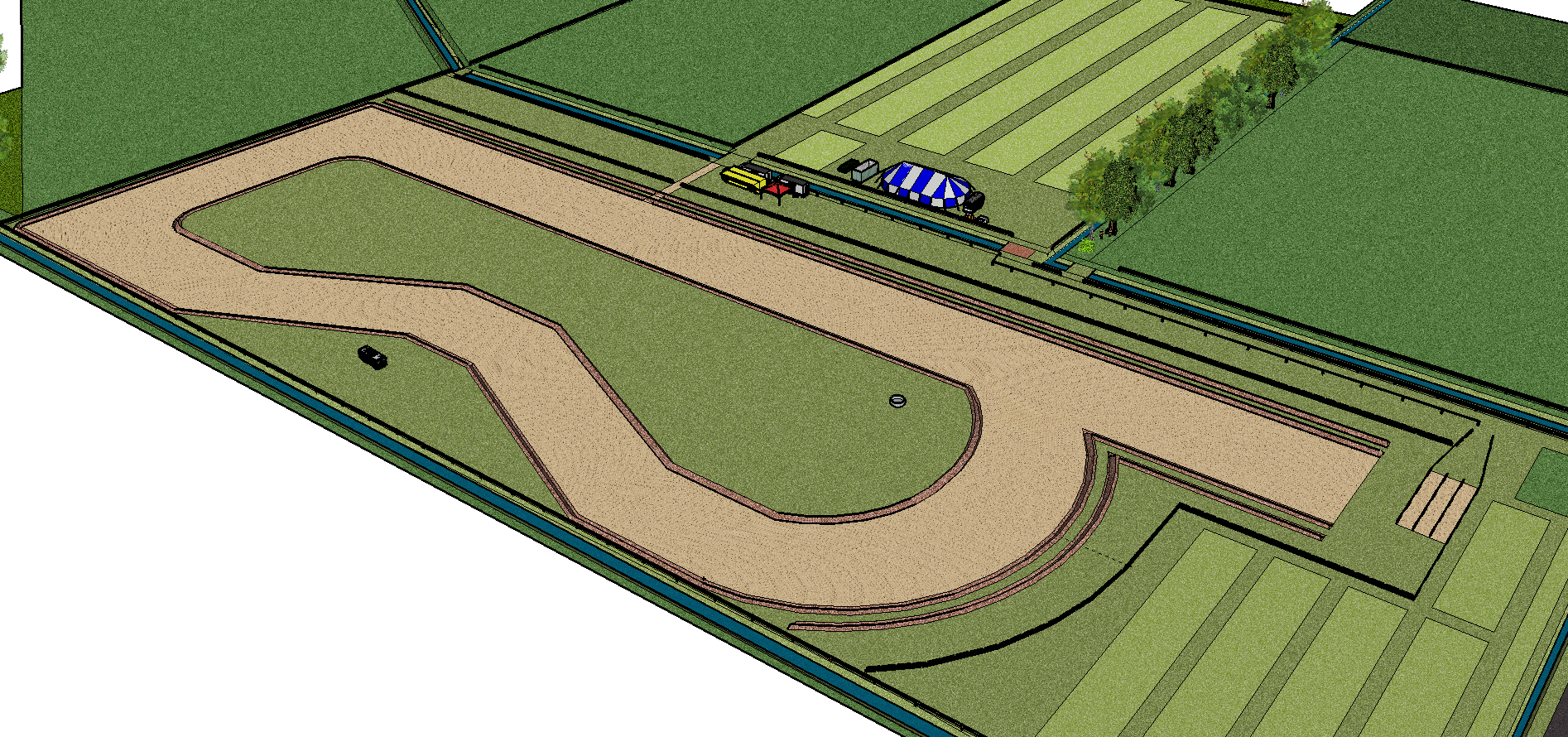
Bovenaanzicht van de autocrossbaan in Aalten

Het circuit is zeer kort, zodat het publiek het hele circuit kan overzien. Voor de veiligheid staat het publiek vaak achter een sloot of een aarden wal. Rondom de baan staat verschillend materiaal om de gestrande auto's van de baan te slepen. De lengte van de baan ligt tussen de 500 en 800 meter. De minimale breedte is 20 meter.
De baan wordt meestal na 3 à 4 manches gesleept, zodat de baan weer wat vlakker is en wat minder hobbelt. Bij de finales wordt er na iedere finale de baan gesleept, zodat niemand in het voor- of nadeel is. Het startlicht moet op 40 meter van de eerste startrij staan.

## Vlaggen
Met vlaggen langs het circuit wordt met de coureurs gecommuniceerd. Deze vlaggen dienen minimaal 50x50cm te meten.
- de groene vlag wordt gebruikt om de baan vrij te geven zodat de manche kan beginnen
- Voor de start wordt meestal de nationale vlag of een stoplicht met rood en een groen licht gebruikt;
- Voor de finish is een zwart-wit-geblokte vlag;
- Een gele vlag geeft aan dat er een obstakel op het baanvak is, de coureur moet afremmen en er zelfs rekening mee houden dat hij misschien moet stoppen;
- Bij een rode vlag wordt de race onmiddellijk stilgelegd doorrijden is dan verboden;
- De zwarte vlag wordt gebruikt om een rijder te uit te sluiten van de race;
- Soms wordt een blauwe vlag gebruikt om aan te geven dat een snellere deelnemer wil inhalen, als een rijder op een ronde wordt gezet. De langzamere deelnemer moet dan naar de buitenbaan om de snellere deelnemer te laten passeren.

De zwarte vlag en de zwart/wit geblokte zijn alleen bij de start/finish. 
Overige genoemde vlaggen ook bij start/finish maar ook op baanposten in het midden of rond de baan. 
Ook is er bij de finish vaak een bordje met een '1' erop om de laatste ronde aan te geven. 
Bij iedere baanpost moet een brandblusser staan. Er moeten ook brandweermensen en EHBO'ers op het terrein aanwezig zijn. Ook is het verplicht dat er een ambulance aanwezig is.

## Buitenland
Autocross is in het buitenland ook populair. In Tsjechië is autocross een nationale betaalde sport
met vaste banen in onder andere Nova Paka en Prerov. In bijna alle Europese landen wordt er gecrost. De FIA heeft ook een officieel Europees Kampioenschap in de Toerwagenklasse, en in de eigenbouw of Divisie 3 tot 1600 cc en Divisie 3 boven 1600 cc. Het Europees Kampioenschap telt ongeveer acht wedstrijden. Naast het E.K. is er ook een Europokal kampioenschap met wedstrijden in Nederland, België en Duitsland.